# Мебел
Мебел (на латински: mobile, подвижен) е обобщаващо понятие на предметите от обзавеждането на едно жилище, предназначени да улеснят ежедневната човешка дейност като хранене, седене, спане, почивка, съхраняване на книги, инструменти, дрехи и кухненски прибори. Примери за мебели са столове, маси, легла, гардероби, дивани. Тези от тях, които служат за съхранение, често имат вратички, чекмеджета и рафтове.
Мебелите могат да бъдат и продукт на декоративно изкуство. Към тяхната функционалност понякога се прибавя символично или религиозно значение. Домашните мебели, заедно с останалите предмети от обзавеждането, като стенни часовници и настолни лампи, целят да създават уют и удобство. Мебелите могат да бъдат изработени от различни материали, между които дърво, пластмаса и метал.

## Видове мебели
Комплект холна мека мебел (канапета, фотьойли, табуретки) се нарича холна гарнитура. Офис мебели са бюра, някои видове столове и шкафове. Градинските мебели са обикновено маси, столове и пейки от издръжливи на влага и слънце материали и предпазващи от слънцето чадъри.

### За съхранение на предмети
- библиотека (мебел) – шкаф с рафтове за съхранение и излагане на книги
- шкаф, долап, скрин, бюфет (мебел)
- етажерка
- ракла
- гардероб – място за съхраняване на дрехи
- закачалка за шапки и палта
- нощно шкафче – шкафче, което се поставя до леглото
- тоалетка – шкаф с чекмеджета за тоалетни принадлежности, често аранжиран с огледало.

### За седене
- пейка
- стол
- канапе, диван, кушетка
- фотьойл, кресло
- табуретка – стол без облегалки, тапициран и с мека подплънка

### Повърхности
- маса (мебел)
- бюро

### Други
- легло